# Dybex
Dybex — бельгийская компания, специализирующаяся на продаже японского аниме. Она основана в марте 1996 года Жаком Леви, Федерико Кольпи из Dynamic Planning и Карло Леви из Studio Mirage в качестве представителя японской компании Dynamic Planning. В 2002 году две компании разделились, и тогда брюссельская приняла в качестве своего нового названия аббревиатуру «Dybex».
Dybex начала с публикации манги Takeru от Буичи Тесаравы в самом конце 1995 года, затем перешел на продажу VHS-кассет с аниме New Cutey Honey в 1996 году. Dybex была первой независимой компанией, запустившая многосерийный сериал на французском рынке, когда на рынке в основном доминировали OAV и фильмы; лейбл выделялся своим редакционным выбором, который привел к выпуску сериала Neon Genesis Evangelion в 1997 году. Dybex перешла на выпуск DVD в конце 2001 года, продавая японскую анимацию во Франции с OAV City Hunter.
Трансляция Neon Genesis Evangelion в 1997 году и на Canal+ в 1998 году ознаменовала ограниченное в то время возвращение японской анимации во французский аудиовизуальный ландшафт. За сериалом на Canal+ последуют другие программы того же издателя, в частности Vision d’Escaflowne, Serial Experiments Lain и Cowboy Bebop.
Dybex также с 1995 по 2003 год опубликовал Cobra and Takeru Буичи Терасавы, Devilman Го Нагая, Grendizer Госаку Ота и Го Нагая, Getter Robo Go Го Нагая и Кена Исикавы, Golden Boy Тацуи Эгавы, а также несколько томов манги Берсерка Кентаро Миуры.